# Abrostola proxima
Abrostola proxima är en fjärilsart som beskrevs av Claude Dufay 1958. Abrostola proxima ingår i släktet Abrostola och familjen nattflyn. Inga underarter finns listade i Catalogue of Life.